# Смирнов, Алексей Олегович (правозащитник)
Алексей Олегович Смирнов (род. 2 февраля 1951, Москва) — советский и российский правозащитник, диссидент, политический заключённый.

## Биография
Родился в семье Олега Фёдоровича Смирнова, участника Великой Отечественной войны, который был арестован по политическому обвинению в 1952 году. Мать Алексея Елена Алексеевна Костерина была начальником госкарантинной инспекции СССР по защите растений и участником диссидентского движения 1960-х годов. Дедом Алексея был Алексей Костерин, заключённый ГУЛАГа и правозащитник.
В 1968 году Алексей поступил на физико-технический факультет Московского горного института. В связи с тем, что он вместе с матерью участвовал в диссидентском движении, в 1969 году его допрашивали сотрудники КГБ.
В 1971–1972 годах Алексей проходил срочную службу в армии, затем продолжил учёбу на вечернем отделении Горного института. Он работал на заводе ЗИЛ, в конструкторском бюро, в межфакультетской лаборатории вычислительной лингвистики МГУ, на экономическом факультете МГУ, в вычислительных центрах библиотеки естественных наук АН СССР и Министерства заготовок РСФСР.
В 1979 году он окончил Московский станкоинструментальный институт по специальности «специалист АСУ».
В 1979–1982 годах Смирнов вместе с сыном Сергея Адамовича Ковалёва Иваном Ковалёвым, Владимиром Тольцем и другими в квартире А. Д. Сахарова в Москве занимался подготовкой информационных материалов о нарушениях прав человека в СССР для изданий «Хроника текущих событий» и «Вести из СССР» («Бюллетень В»).
10 сентября 1982 года Смирнов был арестован по обвинению в антисоветской агитации и пропаганде, 13 мая 1983 года Московский городской суд приговорил его к 6 годам лишения свободы и 4 годам ссылки. Виновным себя Смирнов не признавал. Он отбывал срок заключения в ИТК в Пермской области и в Чистопольской тюрьме.
16 марта 1987 года Смирнов был освобождён из заключения в порядке помилования.
После освобождения до 1992 года он работал начальником районной транспортной АСУ Мосгортранса, занимался внедрением в Москве одной из первых автоматизированных систем управления городским транспортом.
В 1988 году он продолжил издание списка советских политзаключенных, которые продолжали оставаться в заключении. В 1989 году он стал координатором воссозданной Московской хельсинкской группы и получил грант от фонда «Культурная инициатива» на проведение семинаров Л. И. Богораз. В 1990 году он провёл в Москве 1-ю Независимую конференцию по правам человека Международной хельсинкской федерации. В 1991 году он провёл в Вильнюсе под эгидой Международной хельсинкской федерации международную конференцию-мониторинг о нарушениях прав человека в СССР.
В 1992 году Смирнов создал Московский исследовательский центр по правам человека — ассоциацию 15 независимых неправительственных правозащитных организаций. До 1998 года Смирнов возглавлял эту организацию. Он также участвовал в работе российской делегации в Комиссии по правам человека ООН в Женеве, был организатором и участником правозащитных конференций и семинаров в различных странах, был экспертом комиссии по правам человека при Президенте России.
В 2000-е годы Смирнов также работал в Академии повышения квалификации работников образования, в ряде частных компаний (директором, антикризисным управляющим).
В настоящее время Смирнов является заместителем директора Центра исследований по правам человека Высшей школы экономики и членом правления Российского исследовательского центра по правам человека.